# Laura Mvula
Laura Douglas (Birmingham, 23 april 1986) is een Britse soul-singer-songwriter van Caraïbische afkomst, beter bekend als Laura Mvula. Haar eerste album Sing to the Moon werd geproduceerd door Steve Brown en uitgebracht in maart 2013.

## Jeugd
Mvula groeide op binnen een christelijke familie in Birmingham in het Verenigd Koninkrijk. Ze woonde in de buitenwijken Selly Parks en Kings Heath met haar jongere broer James en haar jongere zus Dionne. Ze kreeg op jeugdige leeftijd pianoles van haar tante. In haar jeugd was ze een fan van de meidengroep Eternal. Ze was 21 jaar toen haar ouders gingen scheiden, hetgeen op haar een ontnuchterend effect had.

## Carrière
Mvula begon in 2005 als zangeres in de a-capellagroep Black Voices, opgericht door haar tante. Deze nodigde Mvula hiervoor uit vanwege haar bijzondere stem. In 2008 vormde Mvula een jazz/neo-soulgroep genaamd Judyshouse. Zij schreef de teksten voor de groep. Mvula leidde het Lichfield Community Gospel Choir dat in 2009 werd opgericht door de Black Voices en het Lichfield Festival. Ze leidt ook regelmatig het Alvechurch Community Choir. Mvula studeerde af aan het conservatorium van Birmingham met een graad in compositie. Ze schreef op haar laptop liedjes terwijl ze werkte als hulplerares aan een middelbare school in Birmingham. Werkend als receptioniste stuurde ze demo's naar verschillende mensen in de muziekwereld. 
Ze trouwde met haar studievriend, de zanger Themba Mvula, maar het kwam later tot een scheiding.
Mvula tekende een platencontract bij een dochtersonderneming van Sony, RCA Records. Haar debuutsingle She werd op uitgebracht 16 november 2012. Haar debuutalbum Sing to the Moon werd uitgebracht op 4 maart 2013. Het album werd geproduceerd door Steve Brown met aan de knoppen Tom Elmhirst. Paul Lester van The Guardian merkte op dat Mvula een nieuw muziekgenre had gecreëerd. Hij beschreef haar muziek als 'Gospeldelia'. Het album met de hitsingle Green Garden werd een succes in het Verenigd Koninkrijk. Mvula werd genomineerd voor de Critics' Choise Award. 
Op 9 december 2012 werd ze genomineerd voor de BBC Sound of 2013 Poll en eindigde op een vierde plaats. Op 12 februari 2013 gaf ze een live optreden in een van de best bekeken Engelse programma's, The Graham Norton Show, waardoor haar bekendheid groeide. Ze verklaarde bewondering te hebben voor Nina Simone, Jill Scott, Erykah Badu en Lauryn Hill.
Mvula werkte in 2014 samen met het Metropole Orkest aan orkestrale heropnames van haar debuutalbum. In januari 2016 bracht ze haar single Overcome uit, een samenwerking met Nile Rodgers en een voorproefje van haar album The Dreaming Room. Andere singles die ze in 2016 uitbracht waren Phenomenal Woman, Show Me Love en Ready or Not. 

## Discografie

### Studioalbums
| Titel             | Details                                                                                             | Hoogst behaalde positie | Hoogst behaalde positie | Hoogst behaalde positie | Hoogst behaalde positie | Hoogst behaalde positie | Hoogst behaalde positie | Hoogst behaalde positie | Hoogst behaalde positie | Hoogst behaalde positie | Hoogst behaalde positie |
| Titel             | Details                                                                                             | UK                      | AUS                     | BEL                     | DEN                     | FR                      | IRE                     | NL                      | NZ                      | SWI                     | US                      |
| ----------------- | --------------------------------------------------------------------------------------------------- | ----------------------- | ----------------------- | ----------------------- | ----------------------- | ----------------------- | ----------------------- | ----------------------- | ----------------------- | ----------------------- | ----------------------- |
| Sing to the Moon  | - Uitgebracht: 4 maart 2013 - Platenmaatschappij: RCA - Formaat: Digital download, cd, Deluxe 2-cd  | 9                       | 33                      | 26                      | 40                      | 93                      | 15                      | 58                      | 16                      | 83                      | 173                     |
| The Dreaming Room | - Uitgebracht: 17 juni 2016 - Platenmaatschappij: RCA - Formaat: Digital download, cd               |                         |                         |                         |                         |                         |                         |                         |                         |                         |                         |
| Pink Noise        | - uitgebracht: 2 juli 2021 - Platenmaatschappij: Atlantic, Flamingo - Formaat: Digital download, cd |                         |                         |                         |                         |                         |                         |                         |                         |                         |                         |

### Singles
| 2012                                                                             | "She"            | —  | —  | —  | —  | —  | Sing to the Moon |
| 2013                                                                             | "Green Garden"   | 31 | 54 | 40 | 50 | 74 | Sing to the Moon |
| 2013                                                                             | "That's Alright" | —  | —  | —  | —  | —  | Sing to the Moon |
| 2021                                                                             | "Got Me"         | —  | —  | —  | —  | —  | Pink Noise       |
| "—" deze singles zijn nog niet in de hitlijsten gekomen of nog niet uitgebracht. |                  |    |    |    |    |    |                  |